# Zrin
Zrin je naselje u Hrvatskoj, Sisačko-moslavačka županija, općina Dvor. Zrin se nalazi na južnim obroncima središnjeg dijela Zrinske gore.

## Povijest
Nekada je Zrin bio središte hrvatskih plemića i banova Šubića po čemu su kasnije i prozvani Zrinski. Ruševine utvrda i dvoraca još i danas pobuđuju divljenje i moć slavne hrvatske plemenitaške obitelji. Ispod sela nalazila se je utvrda Zrin.
Zrin se prvi put spominje 13. siječnja 1295. u ispravi slavonskog bana Stjepana V. Babonića kojom daruje svoje posjede cisercitskoj opatiji Kostanjevici. 
Hrvatska plemićka obitelj Babonića potekla je iz hrvatske srednjovjekovne župe Gora koja obuhvaća današnje Pounje.
Godine 1309. Ivan I. Babonić šalje iz Zrina pismo Mlečanima u vezi održavanja oltara Svetog Križa u Zrinu.
Godine 1328. radi duga Babonići gube Zrin. Dana 22. rujna 1328. knez Ivan I. Babonić sastavio je ispravu u kojoj na ime duga od 250 maraka daje svoj posjed Zrin braći Ivanu, Lovri i Ugrinu.
Dana 18. studenoga 1328. kralj Karlo Robert izdaje povelju koja potvrđuje da se je Ivan I. Babonić odrekao Zrina u korist plemićke obitelji Toth-Lovrinčana.
Zrin se u razdoblju od 1328. do 1347. nalazio u rukama obitelji Toth-Lovrinčan.
Zrin je tijekom Drugog svjetskog rata predstavljao jedno od najjačih ustaških uporišta na Banovini, iz kojeg su često provođene vojne operacije protiv banijskih partizana, a određeni broj Zrinjana je sudjelovao i u ratnim zločinima nad lokalnim srpskim stanovništvom, poput onih u Banskom Grabovcu, Donjim Kuljanima i potkozarskim selima u ljeto 1941. godine, te pokolja u obližnjem Šegestinu početkom 1942.
Početkom rujna 1943. na mjesto je izvršen napad Unske operativne grupe i VII. divizije NOVH s namjerom uništavanja sela i eliminacije lokalnih ustaša. Prema partizanskim izvorima, u Zrinu je prilikom napada 9. rujna 1943. bilo oko 150 ustaša, od čega ih je u borbi poginulo 83; partizanski su gubici iznosili 16 mrtvih i 39 ranjenih. Zrin je nakon ove bitke planski spaljen, a civilno je stanovništvo upućeno u Divušu i Dvor, tada pod kontrolom vlasti NDH. Prema nekim medijskim napisima, tijekom čitavog Drugog svjetskog rata i poraća je na razne načine poginuo ili bio ubijen 291 stanovnik Zrina. Protjeranim je stanovnicima 1946. godine sudskom odlukom kolektivno zabranjen povratak u Zrin.
Danas se obnavlja rimokatolička župna crkva i utvrda Zrinskih, ali se nijedan Zrinjanin još uvijek nije vratio na svoj obiteljski posjed.
Sisačka biskupija 2013. je godine naručila arheološka istraživanja na mjestu gdje je bila crkva Našašća Sv. Križa. Otkriveno je da se ispod nje nalaze ostatci još starije gotičke crkve iz 14. stoljeća. Tad su nađeni i ostatci ispremještanih ljudskih kostiju, za koje je utvrđeno da su iz Drugoga svjetskog rata.
14. rujna 2019. kardinal Josip Bozanić predvodio je misno slavlje i blagoslov novosagrađene spomen-crkve Našašća Svetoga Križa.

## Stanovništvo
| broj stanovnika | 620   | 661   | 541   | 633   | 710   | 781   | 684   | 697   | 44    | 59    | 72    | 65    | 60    | 64    | 12    | 18    | 8     |
|                 | 1857. | 1869. | 1880. | 1890. | 1900. | 1910. | 1921. | 1931. | 1948. | 1953. | 1961. | 1971. | 1981. | 1991. | 2001. | 2011. | 2021. |

Prema popisu stanovništva iz 1910. godine Zrin je imao 781 stanovnika, od čega 777 Hrvata, 3 Srbina i 1 Mađara. Prema vjeroispovjesti katolika je bilo 778, a pravoslavaca troje.[nedostaje izvor]

## Vanjske poveznice
- Glas koncila  Arhivirana inačica izvorne stranice od 27. listopada 2007. (Wayback Machine)